# 仙台YMCA幼稚園
仙台YMCA幼稚園（せんだいワイエムシーエーようちえん）は、宮城県仙台市青葉区にある私立幼稚園。設置者は、学校法人仙台YMCA学園。

## 概要
仙台YMCAが運営しており、仙台城下・御譜代町に起源をもつ立町（たちまち）に所在している。
1910年（明治43年）に設立された「青葉幼稚園」を起源とする。施設は1945年（昭和20年）、仙台空襲によって焼失したが、幼稚園事業は1948年（昭和23年）に再開された。1972年（昭和47年）には幼稚園が新設され、1986年（昭和61年）には現在の経営母体である学校法人仙台YMCA学園が認可された。
園児は近隣のみならず、泉区や太白区など、様々な地域からもバスや自家用車によって通園してきている。

## 所在地
- 仙台市青葉区立町 9-7

## 仙台YMCA
日本におけるキリスト教青年会（YMCA）のひとつとして1905年（明治38年）に設立され、その2年後に財団法人として認可された。1980年（昭和55年）には本館である青少年研修センターと屋内プールが完成し、1987年（昭和62年）には専修学校「仙台YMCA国際ホテル専門学校」を開校した。